# Domenico Bianchini
Pour les articles homonymes, voir Bianchini.
Œuvres principales
Tan que vivray, Lodesana
Domenico Bianchini, surnommé Il Rossetto ou il Rosso,,,, est un compositeur, luthiste et mosaïste vénitien de la Renaissance né vers 1510 à Udine et mort vers 1576 à Venise,.

## Biographie
Domenico Bianchini est né dans une famille de mosaïstes vénitiens. Il était le jeune frère de Vincenzo Bianchini, le membre le plus notable de cette famille de mosaïstes.
Il est admis comme maître à la guilde des mosaïstes en 1537,, et travaille régulièrement de 1540 à 1576 comme mosaïste à la basilique Saint-Marc de Venise,,, entre autres sur base de cartons de Salviati et de Tintoretto : en 1568, il y réalise une mosaïque sur base d'un carton que Tintoretto lui donna de son œuvre La Cène (Ultima cena).
Selon le critique musical et musicographe François-Joseph Fétis (1784 - 1871), son surnom Il Rossetto, s'expliquerait par la couleur de ses cheveux : il aurait donc été roux comme le célèbre compositeur vénitien du XVIIIe siècle Antonio Vivaldi.

## Œuvres
Au XIXe siècle, François-Joseph Fétis lui attribua deux publications différentes, toutes deux vénitiennes : une Intabolatura di lauto (dont il ignorait la date de publication) et un recueil intitulé Madrigali e canzon francese,napolitane et balli. Libro primo (imprimé par Antonio Gardane en 1546).
Mais le musicologue italien Oscar Chilesotti (1848 – 1916) a démontré plus tard qu'il s'agissait en fait d'une seule et même publication, Intabolatura de lauto di D. B. ditto Rossetto di Madrigali Canzon Francese Napolitane et Balli novamente stampati. Libro primo, imprimée par Antonio Gardane en 1546.
Ce recueil fut un grand succès et fut imprimé dans son entièreté au moins trois fois (Gardane 1546, Gardane 1554 et G. Scotto 1563). En outre, onze de ces pièces de luth furent réimprimées à Nuremberg par Hans Gerle en 1552.

## Discographie
- Massimo Lonardi : Intabolature de lauto - Venice 1554 - label Nalesso Record Venezia (2002)
- Richard McKenzie :  Lute Music - Venice 1546 - label Magnatune (2012)